# Pescia Romana
Pescia Romana is een plaats (frazione) in de Italiaanse gemeente Montalto di Castro.